# Jean-Baptiste Plantar
Jean-Baptiste Plantar, né le 21 décembre 1790 à Paris où il est mort le 18 décembre 1879, est un sculpteur-ornemaniste et dessinateur français.

## Biographie
Issu d’une famille de sculpteurs de l’Académie de Saint-Luc, Plantar effectue un bref passage à l’École des beaux-arts avant t'intégrer l'atelier de Charles Dupaty, puis de s'orienter vers la sculpture d'ornements.
Au début des années 1820, il s’établit à son compte à la tête d’un nombre considérable de praticiens, qu’il forme pour partie. Cet atelier, installé passage Sainte-Marie, à Paris, est principalement dédié à la sculpture d’ornements monumentale. Dès lors, Plantar œuvre sur les chantiers les plus prestigieux de son époque (Louvre, Palais-Royal, Fontainebleau, Versailles, Compiègne ou Vincennes) et capte progressivement une part importante d’un marché lucratif. Cet avantage se matérialise autour de 1829 lorsqu’il obtient le titre de sculpteur des Bâtiments du roi, lui garantissant ainsi l’accès régulier à des travaux d’envergure. Il devient ainsi un praticien incontournable de l'architecture de la première moitié du XIXe siècle.
Dès ses débuts, Plantar contribue également en sous-main aux ouvrages de nombreux orfèvres, notamment ceux de Jacques-Henri Fauconnier (1779-1839), dont l’atelier constitue l’un des laboratoires de l’éclectisme. Ce dernier collabore avec plusieurs professionnels (Antoine-Louis Barye, Michel Liénard, Claude-Aimé Chenavard), tous acteurs de ce nouvel « âge d’or des arts décoratifs ». Parallèlement, l’ornement se démocratise par le moyen de l’industrie alors que les premiers fondeurs (Ducel, le Val d’Osne ou Calla) s’établissent et convoitent une clientèle bourgeoise, phénomène auquel Plantar contribue aussi en donnant de nombreux modèles. 

## Œuvres
- Décor sculpté sur pierre, plâtre et bois du Musée de l'Histoire de France (Versailles) (1833-1848).
- Décor sculpté du Palais des Tuileries (1833-1848), notamment de l'escalier d'honneur.
- Décor sculpté du musée Charles X, du Grand escalier et restauration des salles de la Colonnade du Musée du Louvre (1815-1848).

- Décor sculpté du Grand Théâtre (Dijon) (1826-1828)
- Décor sculpté du Château de Compiègne (1834-1836)
- Sculpture intérieure et extérieure de la Église Notre-Dame-de-Compassion de Paris (1842-1843)[5].
- Restauration de la chapelle Saint-Hubert du Château d'Amboise (1834-1836).
- Restauration du Château d'Anet (1848-1852).

Près d’un millier de dessins issus de l'atelier de Jean-Baptiste Plantar sont aujourd'hui conservés à la bibliothèque de l’Institut national d’histoire de l’art à Paris (6 albums), au Getty Research Institute à Los Angeles (1 album), au musée Carnavalet - Histoire de Paris, au musée national des châteaux de Versailles et Trianon, au musée national du château de Fontainebleau ou encore au Fine Arts Museum de San Francisco.

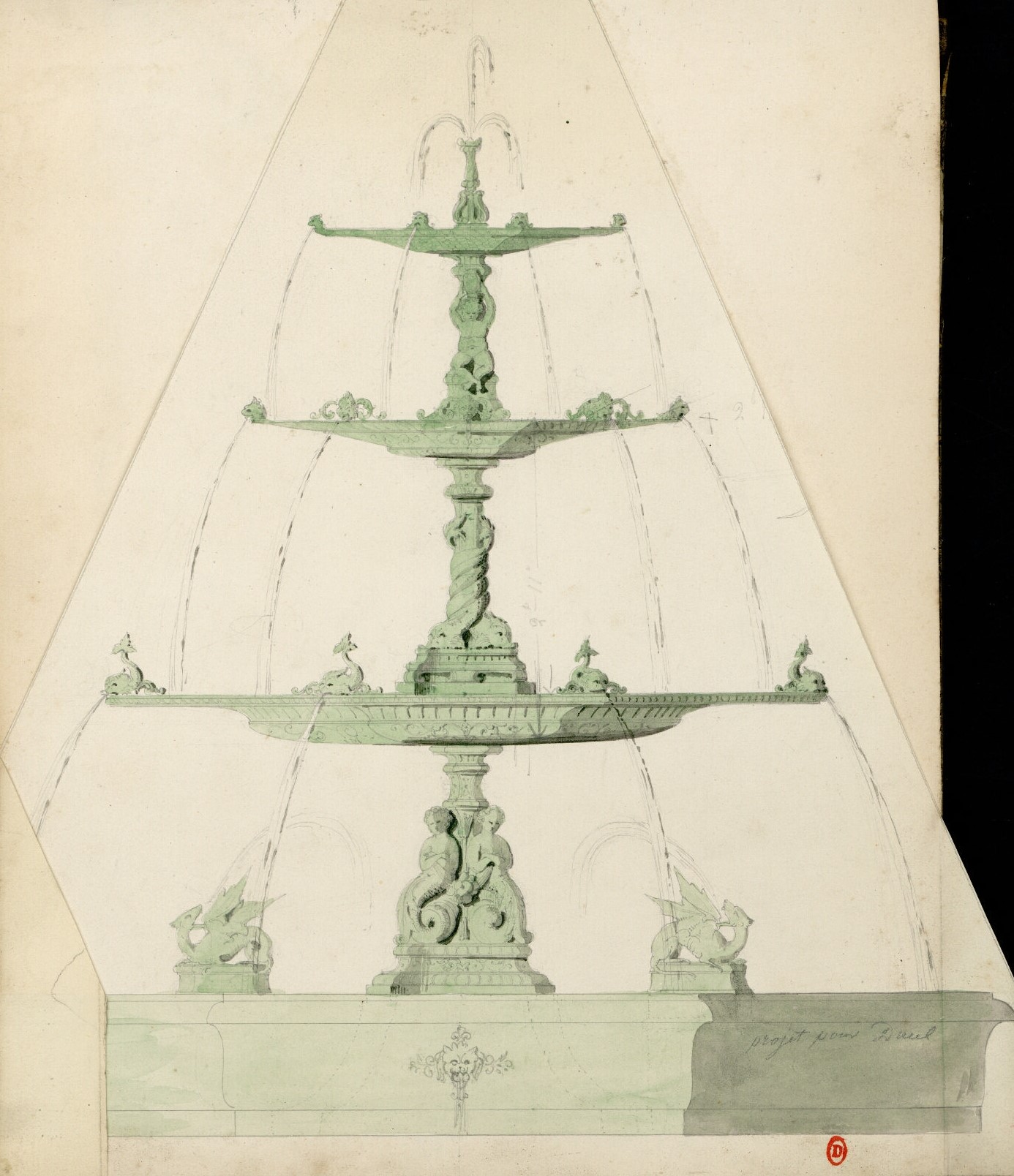
Projet de fontaine pour Ducel, Album d'une centaine de dessins d'architecture, MS 676, [98], INHA, Paris
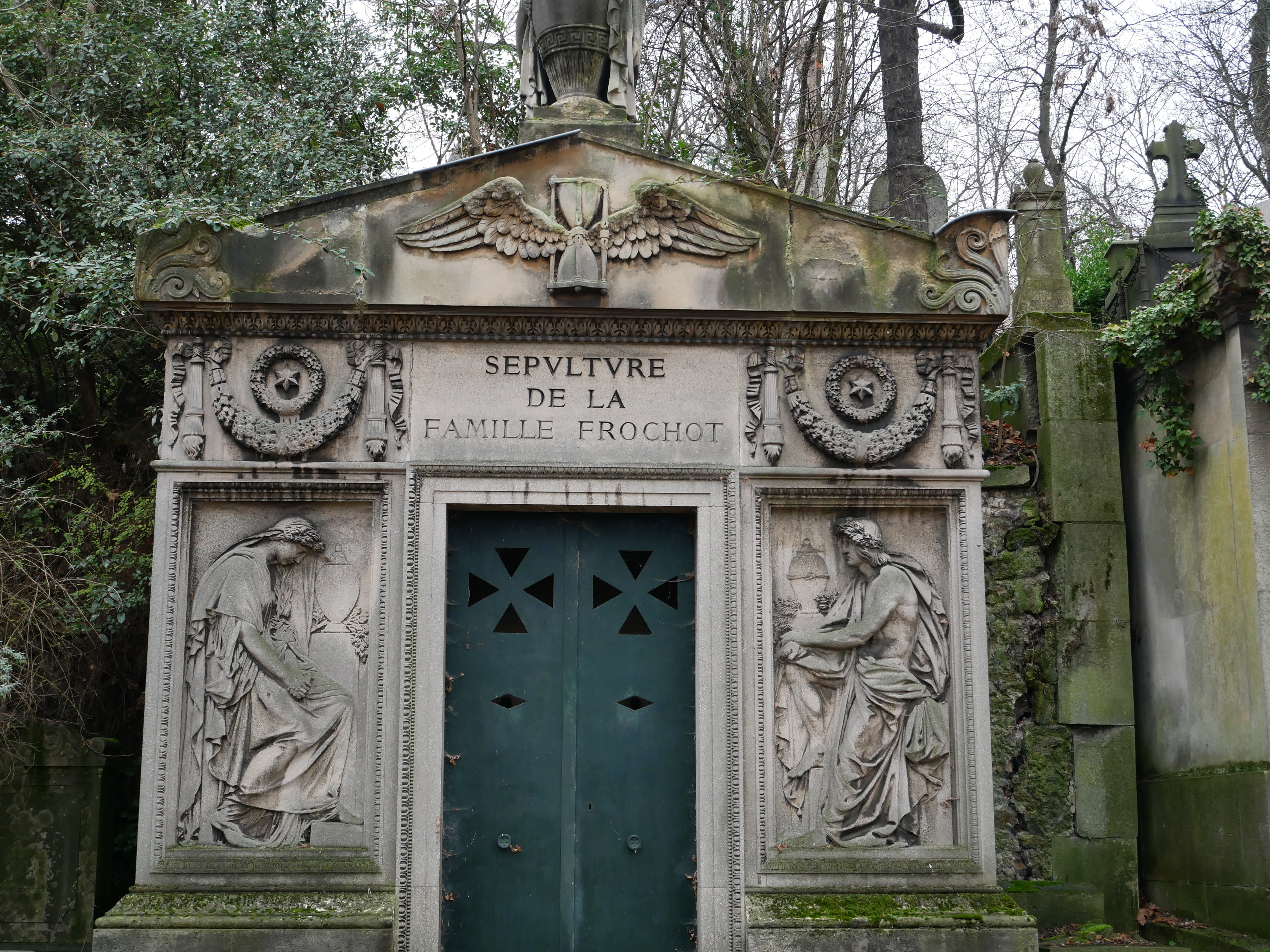
Monument funéraire de la famille Frochot, cimetière du Père-Lachaise, Paris

### Élèves et collaborateurs
- Michel Joseph Napoléon Liénard (1810-1870)[6]
- Frédéric Émile Knecht (1809-1889)
- Hubert Lavigne (1818-1882)
- Jean-Baptiste Lompré (1793-1860)
- Antoine Joseph Laurent Dantan (1762-1842)
- Armand Toussaint (1806-1862)